# تاكيهيدي ناكاتاني
تاكيهيدي ناكاتاني (اليابانية: 中谷 雄英، من مواليد 9 يوليو 1941) هو لاعب جودو فاز بالميدالية الذهبية الأولى على الإطلاق في رياضة الجودو في الألعاب الأولمبية الصيفية باعتباره المتنافس الياباني في الوزن الخفيف (–68 كجم). تم اختياره لتمثيل اليابان في قسم -68 كجم في دورة الألعاب الأولمبية الصيفية 1964 قبل أيام قليلة فقط من بدء الألعاب الأولمبية، وفاز بكل مباراة من مبارياته بالضربة القاضية ليحصد أول ميدالية ذهبية تُمنح في الجودو في تاريخ الألعاب الأولمبية. أمضى أقل من 9 دقائق على المسرح الأولمبي ليفوز بمبارياته الثلاث.
عمل ناكاتاني في قسم من شركة ميتسوبيشي لمدة 5 سنوات بعد تخرجه من جامعة ميجي. ثم أصبح المدرب الرئيسي لفريق الجودو الوطني لألمانيا الغربية لمدة ثلاثة سنوات قبل دورة الألعاب الأولمبية الصيفية 1972 التي أقيمت في ميونيخ، حيث درب الحائزين على الميداليات الأولمبية بول بارث واللاعب كلاوس غلان، عاد إلى هيروشيما في عام 1973، واستمر في تجارة المجوهرات التي تديرها عائلته أثناء عمله كمستشار لاتحاد الجودو الياباني واتحاد الجودو في محافظة هيروشيما. 
لإنجازاته في الترويج لهذه الرياضة، حصل على الشريطي الأزرق من وسام الشرف من الحكومة اليابانية في عام 2003. ووسام الشمس المشرقة في عام 2011. في 28 أبريل 2012، في حفل الذكرى الـ 130 لتأسيس كودوكان، تمت ترقيته إلى دان التاسع وحصل على الحزام الأحمر. كما تم تسميته ومن بين الأشخاص الآخرين ذوي الجدارة الثقافية عام 2021.